# Wanda dos Santos
Wanda dos Santos (* 1. Juni 1932 in São Paulo; † 30. Juni 2025 ebenda) war eine brasilianische Leichtathletin, die im 80-Meter-Hürdenlauf und im Weitsprung erfolgreich war. Sie gewann vier Medaillen bei Panamerikanischen Spielen und fünfzehn Medaillen bei Südamerikameisterschaften, darunter zehn Goldmedaillen.

## Karriere
Wanda dos Santos war noch vierzehn Jahre alt, als sie bei den Südamerikameisterschaften 1947 in Rio de Janeiro über 80 Meter Hürden und im Weitsprung jeweils die Silbermedaille hinter der Argentinierin Noëmi Simonetto gewann. Zwei Jahre später siegte sie bei den Südamerikameisterschaften 1949 in Lima in ihren beiden Spezialdisziplinen. Im Weitsprung gewann Wanda dos Santos je zwei Gold-, Silber- und Bronzemedaillen bei Südamerikameisterschaften, im 80-Meter-Hürdenlauf begann für sie 1949 eine Siegesserie von sechs Titeln in Folge, eine Leistung, die außer ihr nur der Kugelstoßerin Elisângela Adriano gelang. 
Bei den ersten Panamerikanischen Spielen 1951 gewann Wanda dos Santos die Bronzemedaille im Weitsprung hinter zwei Chileninnen, im Hürdensprint belegte sie den vierten Platz. Bei den nächsten drei Austragungen erhielt sie jeweils eine Hürdenmedaille, wobei der zweite Platz 1959 hinter der Kubanerin Bertha Díaz ihr größter Erfolg blieb.
Wanda dos Santos nahm 1952 in Helsinki und 1960 in Rom an Olympischen Spielen teil. 1952 erreichte sie im 80-Meter-Hürdenlauf das Halbfinale und belegte im Weitsprung Platz 21, 1960 schied sie über 80 m Hürden im Vorlauf aus.
Bei einer Körpergröße von 1,59 Meter betrug ihr Wettkampfgewicht 60 Kilogramm.
Ende Juni 2025 starb Wanda dos Santos im Alter von 93 Jahren.

## Bestleistungen
- 80-Meter-Hürdenlauf: 11,5 Sekunden (1963)
- Weitsprung: 5,64 Meter (1950)